# Magaria Ta Adam
Magaria Ta Adam (auch: Magaria Adam, Magariata Adam) ist ein Dorf im Arrondissement Zinder II der Stadt Zinder in Niger.

## Geographie
Das von einem traditionellen Ortsvorsteher (chef traditionnel) geleitete Dorf befindet sich nordöstlich des Stadtzentrums im ländlichen Gemeindegebiet von Zinder, der Hauptstadt der gleichnamigen Region Zinder. Zu den Nachbardörfern von Magaria Ta Adam zählen Gandou im Südosten und Angoual Bawa im Südwesten.
Die Böden um das Dorf sind von einer wenig hohen Sandschicht bedeckt. Wie im gesamten Gemeindegebiet von Zinder herrscht das Klima der Sahelzone vor, mit einer durchschnittlichen jährlichen Niederschlagsmenge zwischen 300 und 400 mm.

## Bevölkerung
Bei der Volkszählung 2012 hatte Magaria Ta Adam 531 Einwohner, die in 96 Haushalten lebten. Bei der Volkszählung 2001 betrug die Einwohnerzahl 186 in 30 Haushalten und bei der Volkszählung 1988 belief sich die Einwohnerzahl auf 571 in 84 Haushalten.

## Wirtschaft und Infrastruktur
Es gibt eine Schule im Dorf. Anfang der 2010er Jahre wurde eine Getreidebank installiert.